# Liste der Bürgermeister von Chicago

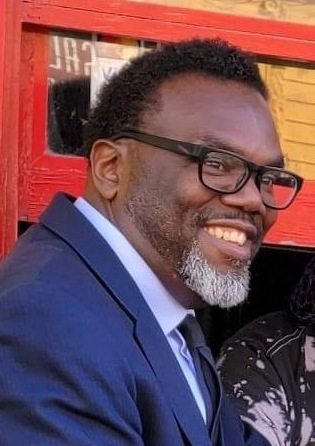
Brandon Johnson, derzeitiger Bürgermeister von Chicago

Die Amtszeit der Bürgermeister von Chicago betrug zwischen 1837 und 1863 ein Jahr. Dann bis 1907 jeweils zwei Jahre. Anschließend wurde sie auf vier Jahre verlängert. Bis 1861 wurden die Wahlen im März, danach im April abgehalten. 1869 wurde der Wahltermin schließlich auf den November verschoben. Die Amtszeit, welche im April dieses Jahres zu Ende gewesen wäre, wurde bis in den November verlängert.
| Bürgermeister              | Amtszeiten                             | Bemerkung                                 |
| -------------------------- | -------------------------------------- | ----------------------------------------- |
| William Butler Ogden       | 1837–1838                              |                                           |
| Buckner Stith Morris       | 1838–1839                              |                                           |
| Benjamin Wright Raymond    | 1839–1840                              |                                           |
| Alexander Loyd             | 1840–1841                              |                                           |
| Francis Cornwall Sherman   | 1841–1842                              |                                           |
| Benjamin Wright Raymond    | 1842–1843                              |                                           |
| Augustus Garrett           | 1843–1844                              |                                           |
| Alson Sherman              | 1844–1845                              |                                           |
| Augustus Garrett           | 1845–1846                              |                                           |
| John Putnam Chapin         | 1846–1847                              |                                           |
| James Curtiss              | 1847–1848                              |                                           |
| James Hutchinson Woodworth | 1848–1850                              |                                           |
| James Curtiss              | 1850–1851                              |                                           |
| Walter S. Gurnee           | 1851–1853                              |                                           |
| Charles McNeill Gray       | 1853–1854                              |                                           |
| Isaac Lawrence Milliken    | 1854–1855                              |                                           |
| Levi Day Boone             | 1855–1856                              |                                           |
| Thomas Dyer                | 1856–1857                              |                                           |
| John Wentworth             | 1857–1858                              |                                           |
| John Charles Haines        | 1858–1860                              |                                           |
| John Wentworth             | 1860–1861                              |                                           |
| Julian Sidney Rumsey       | 1861–1862                              |                                           |
| Francis Cornwall Sherman   | 1862–1863 1863–1865                    |                                           |
| John Blake Rice            | 1865–1869                              |                                           |
| Roswell B. Mason           | 1869–1871                              |                                           |
| Joseph Medill              | 1871–1873                              |                                           |
| Harvey Doolittle Colvin    | 1873–1875                              |                                           |
| Monroe Heath               | 1876–1879                              |                                           |
| Carter Henry Harrison Sr.  | 1879–1887                              |                                           |
| John A. Roche              | 1887–1889                              |                                           |
| DeWitt Clinton Cregier     | 1889–1891                              |                                           |
| Hempstead Washburne        | 1891–1893                              |                                           |
| Carter Henry Harrison Sr.  | 1893                                   | im Amt getötet                            |
| George Bell Swift          | 1893                                   | kommissarisch                             |
| John Patrick Hopkins       | 1893–1895                              |                                           |
| George Bell Swift          | 1895–1897                              |                                           |
| Carter Henry Harrison Jr.  | 1897–1905                              |                                           |
| Edward Fitzsimmons Dunne   | 1905–1907                              |                                           |
| Fred A. Busse              | 1907–1911                              |                                           |
| Carter Henry Harrison Jr.  | 1911–1915                              |                                           |
| William Hale Thompson      | 1915–1923                              |                                           |
| William Emmett Dever       | 1923–1927                              |                                           |
| William Hale Thompson      | 1927–1931                              |                                           |
| Anton Cermak               | 1931–1933                              | im Amt ermordet                           |
| Frank J. Corr              | 15. März 1933 bis 17. April 1933       | 32 Tage, kommissarisch                    |
| Edward Joseph Kelly        | 17. April 1933 bis 15. April 1947      |                                           |
| Martin Henry Kennelly      | 1947–1955                              |                                           |
| Richard Joseph Daley       | 20. April 1955 bis 20. Dezember 1976   | im Amt gestorben                          |
| Michael Anthony Bilandic   | 28. Dezember 1976 bis 16. April 1979   |                                           |
| Jane Margaret Byrne        | 16. April 1979 bis 29. April 1983      |                                           |
| Harold Lee Washington      | 29. April 1983 bis 25. November 1987   | im Amt gestorben                          |
| David Duvall Orr           | 25. November 1987 bis 2. Dezember 1987 | 8 Tage, kommissarisch                     |
| Eugene Sawyer              | 2. Dezember 1987 bis 24. April 1989    | kommissarisch, durch den Stadtrat gewählt |
| Richard Michael Daley      | 24. April 1989 bis 16. Mai 2011        |                                           |
| Rahm Israel Emanuel        | 16. Mai 2011 bis 20. Mai 2019          |                                           |
| Lori Lightfoot             | 20. Mai 2019 bis 15. Mai 2023          |                                           |
| Brandon Johnson            | seit 15. Mai 2023                      |                                           |